# Ein schicksalhafter Sommer
Ein schicksalhafter Sommer (Original: A Summer Story; deutscher Fernsehtitel: Geschichte eines Sommers) ist ein britisches Liebesdrama, das 1988 von Regisseur Piers Haggard basierend auf der Erzählung The Apple Tree des Literaturnobelpreisträgers John Galsworthy inszeniert wurde.

## Handlung
Im Jahr 1922 unternimmt das Ehepaar Ashton mit seinem Automobil eine Urlaubsreise durch Dartmoor. Während einer Pause geht sie zum Malen, er soll sich um das Picknick kümmern. Beim Anblick eines verwitterten Holzgatters überkommt ihn die Erinnerung an ein Erlebnis aus seiner Vergangenheit, das sich hier vor 18 Jahren ereignete.
Der junge Londoner Anwalt Frank Ashton befindet sich im Sommer 1904 mit seinem Freund, dem Arzt Garton auf einer Wanderung mit dem Tagesziel Widecombe-in-the-Moor in Dartmoor. Bei einem Sprung über das besagte Gatter verstaucht sich Ashton den Knöchel. Auf der Suche nach Hilfe bemerken sie die junge Megan David auf einer benachbarten Wiese. Die junge Frau bringt die beiden zur Farm von Mrs. Narracombe, bei der die verwaiste Megan aufgewachsen ist und mit deren ältesten Sohn Joe sie verlobt ist. Gleich vom ersten Augenblick an empfindet Megan Zuneigung zu Frank Ashton, dessen geschwollenen Knöchel sie fürsorglich behandelt. Auch Frank beginnt sich zunehmend für Megan zu interessieren. Als Megan ihre Freundin Betsy Beecher zur Schafschur besucht, lässt er sich von Knecht Jim den Weg dorthin erklären. In der folgenden Nacht werden die beiden auf dem Heuboden der Beecher Farm erstmals intim. Die beiden verbringen viel Zeit miteinander, was den Argwohn und die Eifersucht von Joe Narracombe weckt. Als das Ganze in Handgreiflichkeiten ausartet, drängt Mrs.Narracombe Frank zur Abreise, um die Wogen zu glätten. Von Leidenschaft ergriffen bittet Frank Ashton Megan, zu ihm nach Chelsea zu ziehen. Ashton reist nach Torquay ab und verspricht ihr, sie umgehend nachzuholen.
In Torquay angekommen, muss Frank Ashton Geld besorgen, was er erst nach Warten auf telegrafische Auskunft seiner Bank in Chelsea erhalten kann. Zufällig begegnet er dem ehemaligen Mitstudenten Phil Halliday und macht Bekanntschaft mit dessen drei Schwestern, von denen sich die gleichaltrige Stella für ihn zu interessieren beginnt. Von der Bank wird Ashton auf nächsten Tag vertröstet. Telegrafisch informiert er Betsy Beecher über die Zeitverschiebung. Die freie Zeit verbringt Ashton mit den Hallidays. Bei einem Badeunfall rettet er Phil Halliday das Leben und zieht ihn ins Vertrauen bezüglich Megan. Bestrebt, seine Schwester Stella gut zu verheiraten, redet Halliday Frank ins Gewissen in Hinblick auf die Probleme, die die Standesunterschiede zwischen Frank und Megan nach sich ziehen würden. Megan hat mittlerweile heimlich ihr Zuhause verlassen und wie mit Frank verabredet ihre Freundin Betsy aufgesucht. Nach Erhalt des Telegramms und vergeblichem Warten in die Nacht hinein fährt sie auf einem Fuhrwerk nach Torquay. Frank hatte den Zug nach Bovey Tracey verpasst und wird nun von den Hallidays vereinnahmt. Er und Stella kommen sich näher. Bei einem Strandspaziergang mit ihr erblickt Frank Megan, geht aber nicht auf sie zu, sondern führt Stella zunächst zu ihrem Hotel und folgt dann Megan heimlich. Im entscheidenden Augenblick, als Megan sich umwendet, verbirgt er sich hinter einem Hauseck. Sein Standesdenken hat über die Liebe zu Megan gesiegt.
Im Jahr 1922 sitzt Frank Ashton auf der Anhöhe über der Narracombe Farm und fragt sich, was wohl aus Megan geworden ist, die er „so grausam behandelt“ hat. Plötzlich tritt der mittlerweile betagte Knecht Jim auf ihn zu; beide sprechen nicht davon, sich zu kennen. Jim erzählt, dass die Farm neben ihm nur noch von einem der beiden jüngeren Brüder, dessen Sohn und Joes Witwe bewohnt wird. Diese Auskunft genügt Frank, er geht. Doch Jim läuft ihm hinterher, er müsse ihm etwas zeigen und deutet auf einen mit Steinen markierten Erdhügel: „Das ist ein Grab, Sir, das Mädchen war noch ganz jung – Megan David.“ Frank ist getroffen. „Sie verliebte sich in einen dieser jungen College-Gentlemen“ fährt Jim fort, und dass sie völlig verändert war, als sie nach ihrem Verschwinden zurückkehrte. Im folgenden Frühjahr starb sie bei der tagelangen Geburt ihres Sohnes, der Francis heißen sollte und gerade auf Fuchsjagd ist. An dem Ort, an dem sie jenen jungen Mann zum ersten Mal sah, sollte ihr Grab liegen, falls er doch zurückkommen würde. Jim frägt Frank nach eigenen Kindern und nennt ihn nun „Mr. Ashton“. Frank verneint die Frage und sagt „Auf Wiedersehen, Jim“. Mit seiner zickigen Ehefrau Stella am Steuer fährt er weiter. Vom Wegrand grüßt freundlich ein junger Mann mit Flinte und Fuchs in der Hand. Mit offenem Mund starrt ihn Frank an, als er dessen starke Ähnlichkeit sowohl mit ihm als auch mit Megan erkennt.

## Drehorte
Der Film entstand in den südwestenglischen Grafschaften Devon und Somerset. Die Farmaufnahmen entstanden auf der Lyncombe Farm im Exmoor-Nationalpark.

## Kritiken
Das Lexikon des internationalen Films schrieb, der Film sei „banale Unterhaltung“, die „einigermaßen gepflegt gespielt und inszeniert“ werde.